# Crispiano
Crispiano (im örtlichen Dialekt Crispién) ist eine süditalienische Gemeinde (comune) in Apulien.

## Geografie
Die Gemeinde hat 13.031 Einwohner (Stand 31. Dezember 2023). Sie liegt in der Provinz Tarent. Die Gemeinde liegt etwa 14 Kilometer nördlich von Taranto inmitten mehrerer Erhebungen (bis knapp 400 m Meereshöhe). Crispiano ist Teil der Murgia, allerdings nur am Rande Teil des Salento.

## Geschichte
Die ursprüngliche Siedlung mag auf die spartanische Kolonie Tarent zurückgehen. Bis ins 18. Jahrhundert hinein war der Ort nur von geringer Bedeutung.

## Wirtschaft und Verkehr
Die Gegend wird zum Anbau von Oliven genutzt. Der Ort nennt sich daher auch città delle 100 masserie (Stadt der 100 Landhäuser).
Der Bahnhof von Crispiano liegt an der Bahnstrecke Bari–Martina Franca–Taranto.

## Gemeindepartnerschaft
Crispiano unterhält eine Partnerschaft mit Nea Chalkidona, Teil der Gemeinde Filadelfia-Chalkidona im Regionalbezirk Athen-Zentrum.

## Söhne und Töchter
- Pietro Maria Fragnelli (* 1952), katholischer Geistlicher, Bischof von Trapani
- Antonio Rodio (1904–1980), argentinischer Geiger, Bandleader und Tangokomponist